# Paul Kijzer

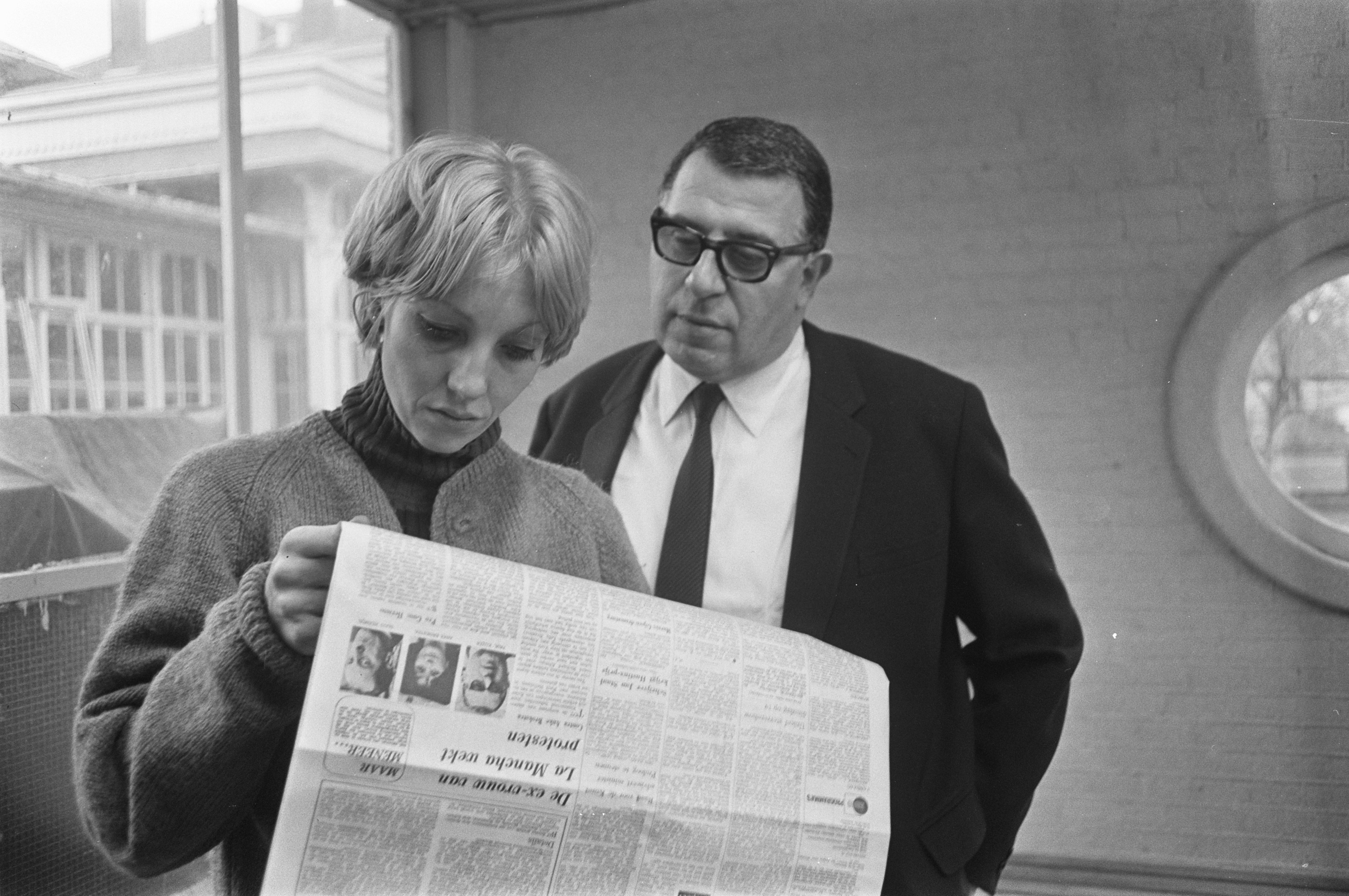
Producent Paul Kijzer en Carry Tefsen. (Anefo, 1968)

Paul Kijzer (Utrecht, 8 juli 1922 - Terneuzen, 7 november 2011) was een film- en theaterproducent. Hij heeft samen met Piet Meerburg gedurende twee decennia meerdere, veelal succesvolle, culturele projecten opgezet.
Paul Kijzer was de zoon van Esther Velt en de arts Jacob Kijzer. Als begaafde gymnasiast met een brede talenkennis ontwikkelde hij een voorliefde voor film. In 1939 kreeg hij als scriptboy bij de productie van de speelfilm Boefje de kans om kennis te maken met de praktijk van het filmbedrijf. Tijdens zijn middelbareschooltijd schreef Kijzer artikelen voor het filmblad Het Lichtbeeld van David van Staveren. Kijzers filmartikelen trokken de aandacht en waren voor het dagblad NRC de aanleiding om hem als filmrecensent aan te stellen.
Omdat hij joods was moest hij tijdens de Tweede Wereldoorlog onderduiken.
Eind 1945 vertoonde Kijzer tijdens een filmprogramma van De Vrije Katheder in Rotterdam de documentaire The 400 Million van Joris Ivens. In 1946 ging hij werken bij Kriterion, de door Piet Meerburg opgerichte studentenbioscoop. Tot in de jaren zestig was Paul Kijzer directeur van Kriterion. In juli 1946 reisde Kijzer naar Parijs voor de eerste naoorlogse bijeenkomst van de International Federation of Film Archives (FIAF). Daar deed hij zich voor als vertegenwoordiger van een Nederlands filmarchief, en verkreeg zo het Nederlandse lidmaatschap. Dit gaf hem toegang tot films uit buitenlandse archieven. Kort na zijn terugkeer in Nederland richtte hij samen met Piet Meerburg het Historisch Film Archief op, de voorloper van het Eye Filmmuseum. In 1947 werd hij productieleider bij de buitenlandse vestiging van Eagle-Lion Films en maakte vier korte films. Van 1948 tot 1963 leidde Kijzer het filmverhuurbedrijf HAFBO (Holland-America Film Booking Office). 
Op 5 maart 1951 trouwde Kijzer met actrice Elise Hoomans en werkte met haar samen aan verschillende theaterproducties. Hij vertaalde La Sauvage van Jean Anouilh en Malatesta van Henry de Montherlant, en Hoomans regisseerde de voorstellingen. In 1952 presenteerden Kijzer, Meerburg en Wim Sonneveld een plan om het failliete theater van Fien de la Mar te renoveren. In december van dat jaar opende het Nieuwe de la Mar Theater zijn deuren.
Kijzer leerde in 1954 Anny Dieleman kennen, dochter van bioscoopeigenaren in Axel. Hun relatie leidde tot de ontbinding van Kijzers eerste huwelijk. In 1957 trouwden Paul Kijzer en Anny Dieleman.
Als invloedrijk filmdistributeur genoot Kijzer ervan om samen met zijn vrouw bekende filmsterren gastvrij te ontvangen. Vanwege de vertoning van Mon oncle introduceerde hij Jacques Tati in Rotterdam. Voor Teenager Melody haalde hij Conny Froboess op in Essen. In 1959 wist hij in Cannes meerdere films te bemachtigen, waaronder Les Quatre Cents Coups van François Truffaut die tijdens de Arnhemse Filmweek naast Kijzer en zijn vrouw zat. Ook haalde hij Joris Ivens naar Arnhem met La Seine a rencontré Paris. Daarnaast vertoonde hij Ingmar Bergmans Op de drempel van het leven, en bracht hij met groot financieel risico Alain Resnais’ Hiroshima mon amour naar Nederland. Kijzer produceerde bovendien het indrukwekkende toneelstuk Het Dagboek van Anne Frank. In 1961 investeerde Kijzer tegen advies van vakgenoten een half miljoen gulden in de productie van El Cid, een spektakelfilm met Sophia Loren en Charlton Heston, wat succesvol uitpakte. In de jaren zestig was hij tevens docent aan de Filmacademie.
Maar Kijzer kende ook tegenslagen: Als producent van het Nederlandse deel La Rivière de Diamants voor de film Les Plus Belles Escroqueries du monde, kreeg hij onenigheid met de regisseur Roman Polański, waardoor het deel werd geschrapt. Daarnaast flopte Fons Rademakers’ De dans van de reiger.
Kijzer begaf zich ook op het risicovolle pad van de musicalproductie met Anatevka, beter bekend als Fiddler on the Roof. Hoewel de kosten enorm waren, werd het een succes. Maar de volgende musical, De Man van La Mancha, die hij ook in Oostenrijk en Duitsland uitbracht, kwam niet uit de rode cijfers, wat in 1969 tot zijn faillissement leidde.
In 1969 vestigden Paul en Anny Kijzer zich in het buitenland, eerst in Madrid, later in Los Angeles en Berlijn. Kijzer, die met nieuwe energie begon, wist zich zich binnen enkele jaren te vestigen als filmimporteur en producent. In 2010 keerde hij terug naar Nederland en ging in Terneuzen wonen, de geboortegrond van zijn vrouw. Paul Kijzer overleed er het volgende jaar.